# Julus dentatus
Julus dentatus är en mångfotingart som beskrevs av Olivier 1792. Julus dentatus ingår i släktet Julus och familjen kejsardubbelfotingar. Inga underarter finns listade i Catalogue of Life.